# Paul Albert de Gueydon
Paul Albert de Gueydon (Paris, 22 juin 1857 - Neuilly-sur-Seine, 22 février 1929), est un officier de marine français.

## Biographie
Fils de Louis Henri de Gueydon, il entre à l'École navale en octobre 1874 et en sort aspirant de 1re classe en octobre 1877. Il sert alors comme aspirant de majorité sur le Richelieu en escadre d'évolutions à l'état-major de l'amiral Dompierre d'Hornoy où il obtient un témoignage officiel de satisfaction. 
En 1879, il embarque sur le cuirassé Victorieuse et est nommé enseigne en octobre. Avec Abel Bergasse Dupetit-Thouars, il prend part à la répression des révoltes de Nouvelle-Calédonie et des Marquises puis explore les Nouvelles-Hébrides. Il accompagne ensuite Dupetit-Thouars dans les missions diplomatiques de celui-ci au Pérou lors du conflit entre ce pays et le Chili. 
De retour en France en 1881, il devient instructeur à Rochefort sur le vaisseau-école de pilotage Oriflamme et passe en 1883 sur la frégate-école des timoniers Alceste avec laquelle il se distingue durant une violente tempête à Brest le 14 février 1883. Il sert ensuite sur la Résolue puis devient second de l' Albatros à Toulon et est promu lieutenant de vaisseau en novembre 1884. 
Second de l'aviso Petrel à la division du Levant, il navigue sur les côtes de la Macédoine, voyage durant lequel il rédige une étude sur les courants sous-marins du Bosphore qui sera publiée dans la Revue maritime et coloniale en 1886.
En 1887, élève de l’École des défenses sous-marines à Toulon, il travaille sur les torpilles et édite plusieurs études sur le sujet ainsi que sur les mesures à prendre pour protéger les bâtiments au mouillage, publications qui lui valent les félicitations du ministre. Il commande ensuite le torpilleur 68 à Toulon et se fait remarquer par sa maîtrise lors d'un abordage le 30 août 1888 en rade d'Hyères avec le torpilleur 38. 
Chargé des bâtiments de flottilles et de l’École des torpilles à Toulon (1890), il commande en 1891-1892 le torpilleur Alarme en escadre du Nord. Il rédige aussi une étude sur l'organisation de l'état-major de la flotte. 
Second du Vinh-Long (1894), aide de camp à la majorité générale à Toulon, il commande en 1895 la canonnière Lutin à la division d'Extrême-Orient, hydrographie le golfe du Tonkin et pour ce travail, obtient un nouveau témoignage de satisfaction. 
Capitaine de frégate (avril 1898), officier de manœuvre sur le cuirassé Magenta en Méditerranée (1899), second du Formidable en escadre du Nord puis du vaisseau-école des aspirants Duguay-Trouin à Brest (1900), il passe en 1902 à l'état-major à Toulon et devient second du cuirassé Amiral Baudin en Méditerranée en 1903.
Commandant du Marigot et de la station navale du Sénégal (1904), il fonde la base de Dakar et est promu capitaine de vaisseau en avril 1905. Sous-chef d'état-major à Toulon (1906), il commande en 1907 le croiseur cuirassé Dupetit-Thouars en escadre du Nord et fait campagne en 1908 en Baltique avec Boué de Lapeyrère. 
En juillet 1909, il est nommé aux commandes du Borda et de l’École navale dont il modernise l'enseignement. Président des commissions nautiques du littoral (janvier 1912) puis des commissions spéciales d'examen des paquebots-poste susceptibles d'être utilisés pendant les guerres en tant que croiseurs auxiliaires ou comme transports-hôpitaux (décembre 1912), il est promu contre-amiral en janvier 1913 et est nommé directeur central de l'artillerie navale. Il doit alors reconstituer les stocks de munitions laissés à l'abandon depuis des années. Il mène aussi des études sur un projectile à trajectoire sous-marine et devient en 1915 commandant de la 1re division légère en armée navale. Il organise alors l'évacuation et le transport de l'armée serbe. 
Vice-amiral (juin 1916), commandant de la 1re escadre, il se distingue pendant les opérations contre le canal de Corinthe (juin 1917) et est nommé en 1918 préfet maritime de Lorient ainsi qu'inspecteur général des services du personnel. Il prend sa retraite en juin 1919. 
Il est élu à l'Académie de marine en 1921 et préside de 1922 à 1929 la Société des Œuvres de mer.

## Récompenses et distinctions
- Chevalier (3 mai 1889), Officier (9 février 1904), Commandeur (18 septembre 1915) puis Grand-Officier de la Légion d'Honneur (5 mai 1919).